# توبياس أسبلين
توبياس أسبلين (بالسويدية: Tobias Aspelin)‏ هو مخرج وممثل سويدي، ولد في 29 نوفمبر 1968 بلوند في السويد.

## وصلات خارجية
- توبياس أسبلين على موقع IMDb (الإنجليزية)
- توبياس أسبلين على موقع قاعدة بيانات الأفلام السويدية (السويدية)
- توبياس أسبلين على موقع قاعدة بيانات الفيلم (الإنجليزية)